# ريتشارد ليفين
ريتشارد ليفين (بالإنجليزية: Rick Levin) (ولد في 7 أبريل، 1947)، بروفيسور واقتصادي أمريكي، وهو رئيس جامعة ييل الأمريكية منذ عام 1993. البروفيسور ريتشارد ليفين جلس في مقعد رئاسة ييل لمدة تجعله أكثر رئيس جلس في مقعد رئاسة جامعة من اتحاد اللبلاب. انتشرت شائعة حول تسليمه وظيفة «مدير مجلس الاقتصاد الوطني في البيت الأبيض» لكن عين جين سبارلنغ مكانه.

## حياته وخلفيته
ولد في سان فرانسيسكو، كاليفورنيا، لعائلة يهودية أمريكية. تخرج ليفين عام 1964 من مدرسة لويل هاي سكول (الثانوية). كان ناشطا في لويل فورنسيك سوسييتي(جمعية مدرسية تطبق العلوم في حل المشاكل القانونية) واشترك في العديد من مسابقات المجادلة. تخرج من جامعة ستانفورد بشهادة بكالوريوس في التاريخ. وحصل على البكالوريوس في السياسة والفلسفة من كليو مرتون، أوكسفورد. كما حصل على الدكتوراه في الاقتصاد من جامعة ييل عام 1974.
يعيش ليفين حاليا في نيو هيفن بكونيكتيكوت مع زوجته. حظي بأربعة أولاد وسبعة أحفاد.

## مهنته
عين ليفين كبروفيسور مساعد للاقتصاد في جامعة ييل الأمريكية عام 1974. وترقى إلى بروفيسور في عام 1979. ثم ترقى إلى بروفيسور رئيسي للاقتصاد والإدارة عام 1982 في كلية ييل للإدارة. أصبح رئيس جامعة ييل عام 1993.
في 6 فبراير 2004، عين ليفين في هيئة المفتشين عن أسلحة الدمار الشامل في العراق.
قد عين ليفين بعدها للعمل في مجلس الرئيس الاستشاري للعلوم والتكنولوجيا. وهو أحد أمناء مؤسسة هيوليت، مدير في "Climate Works" وأمريكان اكسبريس، وأيضاً عضو في اللجنة الوطنية للعلاقات بين الصين والولايات المتحدة. خدم في لجنة الحزبين التوصية بإدخال تحسينات في القدرات الإستراتيجية في أمريكا، وترأس إجراء مراجعة كبيرة لنظام براءات الاختراع في البلاد للأكادمية الوطنية للعلوم. ليفين رئيس يحمل درجة الدكتوراه الفخرية من جامعات عديدة منها هارفرد وبرنستون وأوكسفورد وبكين وطوكيو وواسيدا، وهو زميل في الأكادمية الأمريكية للفنون والعلوم.

## رئاسته لجامعة ييل
خلال رئاسته لجامعة ييل الأمريكية، استثمرت الجامعة 4 بليون دولار أمريكي في إعادة تأهيل وبناء مرافق الجامعة، عين بليون دولار لتقوية برامج العلوم والهندسة، دشَن العديد من برامج المبادرة العالمية، وصمم شراكات لتقدم التطوير الاقتصادي وملكية البيوت في نيو هيفين. في منتصف يوليو 2007, أعلن ليفين شراء الجامعة لمجمع بيير هيلثكير الذي يحتوي على أكثر من 500,000 قدم مربع من مساحة البحوث الفنية، ومباني مكتبية ومستودعات والعديد من المرافق الأخرى.